# Steven Taylor
Pour les articles homonymes, voir Taylor.
Steven Taylor, né le 23 janvier 1986 à Londres, est un footballeur anglais évoluant au poste de défenseur.

## Biographie
Il est formé à Newcastle United, club dans lequel il passe quasiment toute sa carrière.

## Carrière
Le 25 juillet 2017, il rejoint Peterborough United.
Le 10 juillet 2018, il rejoint Wellington Phoenix.
En septembre 2021, il annonce sa retraite.

## Palmarès
- Newcastle United
  - Championship
    - Vainqueur : 2010